# Fred Livingood Walker
Fred Livingood Walker (11 de juny de 1887 – 6 d'octubre de 1969) va ser un oficial estatunidenc que serví a les dues Guerres Mundials i que va ser condecorat amb la segona màxima condecoració militar en ambdós conflictes, la  Creu del Servei Distingit. Durant la II Guerra Mundial, Walker comandà la 36a divisió d'infanteria durant la campanya d'Itàlia.

## Orígens
Fred Livingood Walker va néixer l'11 de juny de 1887 al comtat de Fairfield, a Ohio. Estudià a la Universitat Estatal d'Ohio, graduant-se en enginyeria el 1911. Posteriorment ingressà a l'Exèrcit i rebé la comissió de tinent de segona d'infanteria. Serví un breu temps amb una unitat d'infanteria a Fort Sam Houston a San Antonio, Texas, abans de ser traslladat a les Filipines, on serví amb el 13è regiment d'infanteria.
El 1914 tornà als Estats Units, sent destinat a Eagle Pass, Texas, participant en l'Expedició de Pancho Villa, sota el comandament del general John J. Pershing.
Quan els Estats Units entraren a la I Guerra Mundial, Walker va ser enviat a Europa, servint amb el 30è regiment d'infanteria a França. El llavors major Walker comandà el batalló del seu regiment durant la Segona Batalla del Marne a l'estiu de 1918, distingint-se durant els durs combats. El juliol del 1918 rebé la  Creu del Servei Distingit pel seu servei durant la batalla. A més rebria una Estrella de Plata i el Cor Porpra, en ser ferit dues vegades.

## Segona Guerra Mundial
El setembre del 1941 Walker va ser nomenat comandant de la 36a divisió d'infanteria, amb base a Brownwood, Texas, substituint al major general Claude V. Birkhead. Walker comandà la divisió durant les maniobres de Carolina a l'estiu de 1942.
L'abril del 1943, la 36a divisió es desplaçà des de Nova York fins al nord d'Àfrica. Walker comandà la divisió en operacions d'entrenament prop de Rabat i Arzew. La divisió entrà en combat per primera vegada al setembre de 1943, quan desembarcà amb èxit a Salern.
Walkker comandà la divisió durant tota la campanya d'Itàlia, participant en les batalles del Riu Rapido, de Monte Cassino i de Monte Artemisio mentre que es dirigien cap a Roma. El major general Walker va rebre la seva segona Creu del Servei Distingit pel seu lideratge de la 36a divisió d'infanteria al setembre de 1944.
La batalla del riu Rapido va ser un fracàs absolut, que resultà en una gran quantitat de baixes entre els homes de la 36a divisió. Després de la guerra, els veterans de la divisió reclamaren una investigació del Congrés sobre la batalla, a causa de la ineficiència i la inexperiència del general, comandant del Cinquè Exèrcit, però no es va emprendre cap acció contra el general Clark.
El juliol del 1944, el major general Walker tornà als Estats Units, sent nomenat comandant de l'Acadèmia d'Infanteria a Fort Benning, Geòrgia. Serví en aquest càrrec fins al 30 d'abril de 1946, quan finalment es retirà de l'Exèrcit.

## Condecoracions
Creu del Servei Distingit amb una Fulla de Roure
 Medalla del Servei Distingit
 Estrella de Plata
 Cor Porpra amb una Fulla de Roure
 Medalla del Servei a Mèxic
  Medalla de la Victòria a la I Guerra Mundial amb 5 barres de batalla
 Medalla de l'Exèrcit d'Ocupació d'Alemanya
 Medalla del Servei de Defensa Americana
 Medalla de la Campanya Americana
 Medalla de la Campanya Europea-Africana-Orient Mitjà amb 4 Estrelles de Servei
 Medalla de la Victòria a la II Guerra Mundial